# 12576 Oresme
12576 Oresme (1999 RP1) là một tiểu hành tinh vành đai chính được phát hiện ngày 5 tháng 9 năm 1999 bởi P. G. Comba ở Prescott.